# 瑞穂村 (愛知県東加茂郡)
瑞穂村（みずほむら）は、かつて愛知県東加茂郡にあった村。
現在の豊田市の一部（中立町・葛町・摺町・栃ノ沢町・東中山町・大塚町・塩ノ沢町など）に該当する。

## 歴史
- 1894年（明治27年）6月4日 - 阿摺村の一部（中立・葛・摺・栃ノ沢・東中山・大塚・塩ノ沢・深田・東広見）が分立し、瑞穂村が発足。
- 1906年（明治39年）5月1日 - 阿摺村、大和村と合併し、阿摺村が発足。同日瑞穂村は廃止。